# Lindigia capillacea
Lindigia capillacea là một loài rêu trong họ Brachytheciaceae. Loài này được Hornsch. Hampe mô tả khoa học đầu tiên năm 1868.